# Achaea indicabilis
Achaea indicabilis is een vlinder van de familie van de spinneruilen (Erebidae). De wetenschappelijke naam van deze soort is voor het eerst voorgesteld door Francis Walker in een publicatie uit 1858.
De soort komt voor in tropisch Afrika waaronder Sierra Leone, Ivoorkust, Ghana, Nigeria, Kameroen, Sao Tomé en Principe, Gabon, Congo-Brazzaville, Congo-Kinshasa en Oeganda.